# 1972-es sakkolimpia
A 20. sakkolimpiát 1972. szeptember 18. és október 13. között Jugoszláviában, az 1963-as földrengés után újjáépült Szkopjéban, a Pavillion Hallsban rendezték meg. A sakkolimpiák történetében először – ezúttal még kivételesen – a versennyel párhuzamosan rendezték meg az 5. női sakkolimpiát.

## A résztvevők
A szervezők megoldották az előző olimpián problémát jelentő kérdést, amely legfeljebb 60 csapat részvételét tette lehetővé egy 1927-es FIDE kongresszusi döntés alapján, így a versenyen 63 ország csapata vett részt 373 versenyzővel, akik között 35 nemzetközi nagymester és 68 nemzetközi mester volt. A csapatokban egyidejűleg 4 fő játszott, és 2 tartalékot nevezhettek. A játékosok között erősorrendet kellett megadni, és egy-egy fordulóban a 6 játékosból bárki játszhatott, de csak szigorúan az előre megadott erősorrendben ülhettek le a táblákhoz.

## A verseny lefolyása
A 63 csapatot nyolc csoportba sorsolták. Minden csoportból az első két helyezett jutott az „A” döntőbe, a 3–4. helyezettek a „B” döntőbe, az 5–6. helyezettek a „C” döntőbe, a 7–8. helyezettek a „D” döntőbe. A csoportban egymással már játszó csapatok ezúttal nem vitték magukkal az eredményt a döntőbe.
A versenyt körmérkőzéses formában rendezték. A csapat eredményét az egyes versenyzők által megszerzett pontok alapján számolták. Holtverseny esetén vették csak figyelembe a csapateredményeket, ahol a csapatgyőzelem 2 pontot, a döntetlen 1 pontot ért. Ennek egyenlősége esetén az egymás elleni eredményt, ha ez is egyenlő volt, akkor a Sonneborn–Berger-számítást vették alapul.
A játszmákban fejenként 2,5 óra állt rendelkezésre az első 40 lépés megtételéhez, majd 16 lépésenként további 1 óra.
A versenyen a favorit ezúttal is az olimpiai bajnoki cím védője, a szovjet válogatott volt, bár hiányzott a csapatból Borisz Szpasszkij, aki nem sokkal korábban vesztette el világbajnoki címét Bobby Fischerrel szemben. Összeállításuk még így is nagyon erős volt: három exvilágbajnok, Tigran Petroszján, Vaszilij Szmiszlov és Mihail Tal mellett Viktor Korcsnoj és a későbbi sakkvilágbajnok Anatolij Karpov alkotta a csapatot.
Az olimpiák közül először ezen vették figyelembe az Élő-pontszámokat. Ez alapján is a Szovjetunió volt a legerősebb, 2635-ös átlaggal, második Jugoszlávia 2543, de szorosan a nyomukban volt az NSZK, 2540 ponttal. A magyar csapat 2531-es átlagpontszáma az 5. legerősebb volt a mezőnyben. Az előző, 1970-es olimpiai ezüstérmes csapathoz képest egy változás volt: Lengyel Levente helyett Sax Gyula került be a csapatba.

## A verseny eredményei

### Az elődöntő csoportok eredményei
„A” csoport
| H. | Ország                | 1  | 2  | 3 | 4  | 5  | 6  | 7  | Pont | MP | + | = | - |
| -- | --------------------- | -- | -- | - | -- | -- | -- | -- | ---- | -- | - | - | - |
| 1  | Szovjetunió           | ●  | 3½ | 4 | 2½ | 4  | 4  | 4  | 22   | 12 | 6 | 0 | 0 |
| 2  | Dánia                 | ½  | ●  | 3 | 2  | 2½ | 3  | 4  | 15   | 9  | 4 | 1 | 1 |
| 3  | Belgium               | 0  | 1  | ● | 3  | 3  | 3½ | 3½ | 14   | 8  | 4 | 0 | 2 |
| 4  | Kuba                  | 1½ | 2  | 1 | ●  | 2½ | 2½ | 3½ | 13   | 7  | 3 | 1 | 2 |
| 5  | Finnország            | 0  | 1½ | 1 | 1½ | ●  | 4  | 3½ | 11½  | 4  | 2 | 0 | 4 |
| 6  | Dominikai Köztársaság | 0  | 1  | ½ | 1½ | 0  | ●  | 3  | 6    | 2  | 1 | 0 | 5 |
| 7  | Luxemburg             | 0  | 0  | ½ | ½  | ½  | 1  | ●  | 2½   | 0  | 0 | 0 | 6 |

„B” csoport
| H. | Ország      | 1 | 2  | 3  | 4  | 5  | 6  | 7  | 8  | Pont | MP | + | = | - |
| -- | ----------- | - | -- | -- | -- | -- | -- | -- | -- | ---- | -- | - | - | - |
| 1  | Jugoszlávia | ● | 2  | 3½ | 3  | 3  | 4  | 3  | 4  | 22½  | 13 | 6 | 1 | 0 |
| 2  | Svájc       | 2 | ●  | 2  | 1½ | 2½ | 3½ | 3½ | 4  | 19   | 10 | 4 | 2 | 1 |
| 3  | Peru        | ½ | 2  | ●  | 2  | 2½ | 4  | 4  | 4  | 19   | 10 | 4 | 2 | 1 |
| 4  | Anglia      | 1 | 2½ | 2  | ●  | 3  | 2½ | 3½ | 4  | 18½  | 11 | 5 | 1 | 1 |
| 5  | Brazília    | 1 | 1½ | 1½ | 1  | ●  | 3½ | 4  | 3  | 15½  | 6  | 3 | 0 | 4 |
| 6  | Japán       | 0 | ½  | 0  | 1½ | ½  | ●  | 2½ | 3  | 8    | 4  | 2 | 0 | 5 |
| 7  | Szíria      | 1 | ½  | 0  | ½  | 0  | 1½ | ●  | 1½ | 5    | 0  | 0 | 0 | 7 |
| 8  | Ciprus      | 0 | 0  | 0  | 0  | 1  | 1  | 2½ | ●  | 4½   | 2  | 1 | 0 | 6 |

„C” csoport
| H. | Ország        | 1 | 2  | 3  | 4  | 5  | 6  | 7  | 8  | Pont | MP | + | = | - |
| -- | ------------- | - | -- | -- | -- | -- | -- | -- | -- | ---- | -- | - | - | - |
| 1  | Magyarország  | ● | 2  | 3  | 3½ | 3  | 4  | 4  | 4  | 23½  | 13 | 6 | 1 | 0 |
| 2  | Lengyelország | 2 | ●  | 2½ | 3  | 4  | 3  | 4  | 3½ | 22   | 13 | 6 | 1 | 0 |
| 3  | Norvégia      | 1 | 1½ | ●  | 3½ | 3  | 3½ | 3½ | 4  | 20   | 10 | 5 | 0 | 2 |
| 4  | Indonézia     | ½ | 1  | ½  | ●  | 3½ | 3  | 4  | 3  | 15½  | 8  | 4 | 0 | 3 |
| 5  | Skócia        | 1 | 0  | 1  | ½  | ●  | 3½ | 2½ | 3  | 11½  | 6  | 3 | 0 | 4 |
| 6  | Bolívia       | 0 | 1  | ½  | 1  | ½  | ●  | 2  | 3  | 8    | 3  | 1 | 1 | 5 |
| 7  | Marokkó       | 0 | 0  | ½  | 0  | 1½ | 2  | ●  | 2½ | 6½   | 3  | 1 | 1 | 5 |
| 8  | Libanon       | 0 | ½  | 0  | 1  | 1  | 1  | 1½ | ●  | 5    | 0  | 0 | 0 | 7 |

„D” csoport
| H. | Ország              | 1 | 2  | 3  | 4  | 5  | 6  | 7  | 8  | Pont | MP | + | = | - |
| -- | ------------------- | - | -- | -- | -- | -- | -- | -- | -- | ---- | -- | - | - | - |
| 1  | NSZK                | ● | 4  | 3½ | 4  | 3  | 3½ | 3  | 4  | 25   | 14 | 7 | 0 | 0 |
| 2  | Argentína           | 0 | ●  | 3  | 2½ | 2  | 4  | 3  | 4  | 18½  | 11 | 5 | 1 | 1 |
| 3  | Izland              | ½ | 1  | ●  | 2½ | 3½ | 3  | 3½ | 3½ | 17½  | 10 | 5 | 0 | 2 |
| 4  | Görögország         | 0 | 1½ | 1½ | ●  | 3  | 1½ | 2½ | 4  | 14   | 6  | 3 | 0 | 4 |
| 5  | Új-Zéland           | 1 | 2  | ½  | 1  | ●  | 2  | 3  | 4  | 13½  | 6  | 2 | 2 | 3 |
| 6  | Mexikó              | ½ | 0  | 1  | 2½ | 2  | ●  | 2  | 3  | 11   | 6  | 2 | 2 | 3 |
| 7  | Franciaország       | 1 | 1  | ½  | 1½ | 1  | 2  | ●  | 3½ | 10½  | 3  | 1 | 1 | 5 |
| 8  | Guernsey Bailiffség | 0 | 0  | ½  | 0  | 0  | 1  | ½  | ●  | 2    | 0  | 0 | 0 | 7 |

„E” csoport
| H. | Ország        | 1 | 2  | 3  | 4  | 5  | 6  | 7  | 8  | Pont | MP | + | = | - |
| -- | ------------- | - | -- | -- | -- | -- | -- | -- | -- | ---- | -- | - | - | - |
| 1  | Csehszlovákia | ● | 3  | 3½ | 3  | 2  | 4  | 4  | 4  | 23½  | 13 | 6 | 1 | 0 |
| 2  | Spanyolország | 1 | ●  | 2½ | 2½ | 4  | 1½ | 4  | 4  | 19½  | 10 | 5 | 0 | 2 |
| 3  | Mongólia      | ½ | 1½ | ●  | 2  | 3½ | 2½ | 4  | 3½ | 17½  | 9  | 4 | 1 | 2 |
| 4  | Izrael        | 1 | 1½ | 2  | ●  | 2  | 3  | 3½ | 4  | 17   | 8  | 3 | 2 | 2 |
| 5  | Portugália    | 2 | 0  | ½  | 2  | ●  | 2½ | 3½ | 3  | 13½  | 8  | 3 | 2 | 2 |
| 6  | Írország      | 0 | 2½ | 1½ | 1  | 1½ | ●  | 3  | 3  | 12½  | 6  | 3 | 0 | 4 |
| 7  | Hongkong      | 0 | 0  | 0  | ½  | ½  | 1  | ●  | 3½ | 5½   | 2  | 1 | 0 | 6 |
| 8  | Malajzia      | 0 | 0  | ½  | 0  | 1  | 1  | ½  | ●  | 3    | 0  | 0 | 0 | 7 |

„F” csoport
| H. | Ország      | 1  | 2  | 3  | 4  | 5  | 6  | 7  | 8  | Pont | MP | + | = | - |
| -- | ----------- | -- | -- | -- | -- | -- | -- | -- | -- | ---- | -- | - | - | - |
| 1  | NDK         | ●  | 3  | 2½ | 3  | 3½ | 3½ | 4  | 4  | 23½  | 14 | 7 | 0 | 0 |
| 2  | Svédország  | 1  | ●  | 2½ | 2  | 3½ | 4  | 3  | 4  | 20   | 11 | 5 | 1 | 1 |
| 3  | Kanada      | 1½ | 1½ | ●  | 2½ | 3½ | 2½ | 2½ | 4  | 18   | 10 | 5 | 0 | 2 |
| 4  | Olaszország | 1  | 2  | 1½ | ●  | 2½ | 2½ | 4  | 3½ | 17   | 9  | 4 | 1 | 2 |
| 5  | Wales       | ½  | ½  | ½  | 1½ | ●  | 2½ | 3  | 3  | 11½  | 6  | 3 | 0 | 4 |
| 6  | Törökország | ½  | 0  | 1½ | 1½ | 1½ | ●  | 1½ | 3½ | 10   | 2  | 1 | 0 | 6 |
| 7  | Szingapúr   | 0  | 1  | 1½ | 0  | 1  | 2½ | ●  | 3  | 9    | 4  | 2 | 0 | 5 |
| 8  | Málta       | 0  | 0  | 0  | ½  | 1  | ½  | 1  | ●  | 3    | 0  | 0 | 0 | 7 |

„G” csoport
| H. | Ország      | 1  | 2  | 3  | 4  | 5  | 6  | 7  | 8 | Pont | MP | + | = | - |
| -- | ----------- | -- | -- | -- | -- | -- | -- | -- | - | ---- | -- | - | - | - |
| 1  | Bulgária    | ●  | 1½ | 3  | 2  | 2½ | 3½ | 4  | 4 | 20½  | 11 | 5 | 1 | 1 |
| 2  | Hollandia   | 2½ | ●  | 2  | 2½ | 3  | 2  | 4  | 4 | 20   | 12 | 5 | 2 | 0 |
| 3  | Albánia     | 1  | 2  | ●  | 2½ | 3½ | 3½ | 4  | 3 | 19½  | 11 | 5 | 1 | 1 |
| 4  | Kolumbia    | 2  | 1½ | 1½ | ●  | 2  | 3½ | 2½ | 3 | 16   | 8  | 3 | 2 | 2 |
| 5  | Ausztrália  | 1½ | 1  | ½  | 2  | ●  | 4  | 3  | 4 | 16   | 7  | 3 | 1 | 3 |
| 6  | Puerto Rico | ½  | 2  | ½  | ½  | 0  | ●  | 4  | 3 | 10½  | 5  | 2 | 1 | 4 |
| 7  | Irak        | 0  | 0  | 0  | 1½ | 1  | 0  | ●  | 3 | 5½   | 2  | 1 | 0 | 6 |
| 8  | Andorra     | 0  | 0  | 1  | 1  | 0  | 1  | 1  | ● | 4    | 0  | 0 | 0 | 7 |

„H” csoport
| H. | Ország                    | 1 | 2 | 3 | 4  | 5  | 6  | 7  | 8  | Pont | MP | + | = | - |
| -- | ------------------------- | - | - | - | -- | -- | -- | -- | -- | ---- | -- | - | - | - |
| 1  | Amerikai Egyesült Államok | ● | 2 | 2 | 3  | 3½ | 3  | 4  | 4  | 21½  | 12 | 5 | 2 | 0 |
| 2  | Románia                   | 2 | ● | 2 | 2  | 3  | 3½ | 4  | 4  | 20½  | 11 | 4 | 3 | 0 |
| 3  | Fülöp-szigetek            | 2 | 2 | ● | 2  | 3½ | 2  | 4  | 4  | 19½  | 10 | 3 | 4 | 0 |
| 4  | Ausztria                  | 1 | 2 | 2 | ●  | 3½ | 2  | 2½ | 3½ | 16½  | 9  | 3 | 3 | 1 |
| 5  | Tunézia                   | ½ | 1 | ½ | ½  | ●  | 4  | 3  | 4  | 13½  | 6  | 3 | 0 | 4 |
| 6  | Irán                      | 1 | ½ | 2 | 2  | 0  | ●  | 4  | 3½ | 13   | 6  | 2 | 2 | 3 |
| 7  | Feröer                    | 0 | 0 | 0 | 1½ | 1  | 0  | ●  | 4  | 6½   | 2  | 1 | 0 | 6 |
| 8  | Brit Virgin-szigetek      | 0 | 0 | 0 | ½  | 0  | ½  | 0  | ●  | 1    | 0  | 0 | 0 | 7 |

### Az „A” döntő végeredménye
| H. | Ország                    | 1  | 2  | 3  | 4  | 5  | 6  | 7  | 8  | 9  | 10 | 11 | 12 | 13 | 14 | 15 | 16 | Pont | MP | +  | = | - |
| -- | ------------------------- | -- | -- | -- | -- | -- | -- | -- | -- | -- | -- | -- | -- | -- | -- | -- | -- | ---- | -- | -- | - | - |
| 1  | Szovjetunió               | ●  | 1½ | 2½ | 2  | 2½ | 2½ | 3  | 2½ | 3  | 3½ | 3½ | 3  | 3½ | 2  | 3  | 4  | 42   | 26 | 12 | 2 | 1 |
| 2  | Magyarország              | 2½ | ●  | 2½ | 2½ | 2  | 2½ | 2½ | 2½ | 2½ | 3½ | 3½ | 3  | 2  | 4  | 1½ | 3½ | 40½  | 26 | 12 | 2 | 1 |
| 3  | Jugoszlávia               | 1½ | 1½ | ●  | 1½ | 2  | 2  | 2  | 3  | 3  | 2½ | 3  | 3  | 3½ | 3  | 2½ | 4  | 38   | 21 | 9  | 3 | 3 |
| 4  | Csehszlovákia             | 2  | 1½ | 2½ | ●  | 1½ | 2½ | 2½ | 2½ | 2  | 1½ | 1½ | 2½ | 3½ | 2½ | 4  | 3  | 35½  | 20 | 9  | 2 | 4 |
| 5  | NSZK                      | 1½ | 2  | 2  | 2½ | ●  | 2½ | 2½ | 2½ | 2½ | 2½ | 2½ | 2  | 2  | 3  | 2  | 3  | 35   | 23 | 9  | 5 | 1 |
| 6  | Bulgária                  | 1½ | 1½ | 2  | 1½ | 1½ | ●  | 2½ | 3  | 2½ | 2½ | 2  | 2½ | 2½ | 2  | 2½ | 2  | 32   | 18 | 7  | 4 | 4 |
| 7  | Románia                   | 1  | 1½ | 2  | 1½ | 1½ | 1½ | ●  | 2  | 2  | 3  | 2½ | 2½ | 2½ | 3½ | 2  | 2½ | 31½  | 16 | 6  | 4 | 5 |
| 8  | Hollandia                 | 1½ | 1½ | 1  | 1½ | 1½ | 1  | 2  | ●  | 2½ | 3  | 3  | 2  | 2½ | 1½ | 2  | 2½ | 29   | 13 | 5  | 3 | 7 |
| 9  | Amerikai Egyesült Államok | 1  | 1½ | 1  | 2  | 1½ | 1½ | 2  | 1½ | ●  | 2½ | 3  | 3  | 1½ | 2½ | 2½ | 2  | 29   | 13 | 5  | 3 | 7 |
| 10 | NDK                       | ½  | ½  | 1½ | 2½ | 1½ | 1½ | 1  | 1  | 1½ | ●  | 2½ | 2  | 2  | 3  | 4  | 2½ | 27½  | 12 | 5  | 2 | 8 |
| 11 | Spanyolország             | ½  | ½  | 1  | 2½ | 1½ | 2  | 1½ | 1  | 1  | 1½ | ●  | 2  | 3½ | 3  | 1½ | 3  | 26   | 10 | 4  | 2 | 9 |
| 12 | Lengyelország             | 1  | 1  | 1  | 1½ | 2  | 1½ | 1½ | 2  | 1  | 2  | 2  | ●  | 2  | 2  | 2  | 2  | 24½  | 8  | 0  | 8 | 7 |
| 13 | Dánia                     | ½  | 2  | ½  | ½  | 2  | 1½ | 1½ | 1½ | 2½ | 2  | ½  | 2  | ●  | 2  | 2½ | 1½ | 23   | 9  | 2  | 5 | 8 |
| 14 | Argentína                 | 2  | 0  | 1  | 1½ | 1  | 2  | ½  | 2½ | 1½ | 1  | 1  | 2  | 2  | ●  | 2½ | 2  | 22½  | 9  | 2  | 5 | 8 |
| 15 | Svédország                | 1  | 2½ | 1½ | 0  | 2  | 1½ | 2  | 2  | 1½ | 0  | 2½ | 2  | 1½ | 1½ | ●  | 1  | 22½  | 8  | 2  | 4 | 9 |
| 16 | Svájc                     | 0  | ½  | 0  | 1  | 1  | 2  | 1½ | 1½ | 2  | 1½ | 1  | 2  | 2½ | 2  | 3  | ●  | 21½  | 8  | 2  | 4 | 9 |

### Az egyéni érmesek
A magyar versenyzők közül Bilek István szerepelt a legeredményesebben, aki a 2. táblán 71,9%-os eredménnyel ezüstérmet szerzett. Nagyon jól szerepelt Sax Gyula is, aki 8,5 pontot szerzett 10 játszmából (85%), amit azonban nem vettek figyelembe, mert csak azokat a játékosokat értékelték, akik a játszmák felénél többet (legalább 12 játszmát) játszottak.
| H. | Versenyző neve | Ország        | Döntő | Pont | Játszmaszám | Százalék |
| -- | -------------- | ------------- | ----- | ---- | ----------- | -------- |
|    | Robert Hübner  | NSZK          | A     | 15   | 18          | 83,3     |
|    | Vlastimil Hort | Csehszlovákia | A     | 14½  | 18          | 80,6     |
|    | Walter Browne  | Ausztrália    | C     | 17½  | 22          | 79,5     |
| H. | Versenyző neve   | Ország       | Döntő | Pont | Játszmaszám | Százalék |
| -- | ---------------- | ------------ | ----- | ---- | ----------- | -------- |
|    | Viktor Korcsnoj  | Szovjetunió  | A     | 11   | 15          | 73,3     |
|    | Bilek István     | Magyarország | A     | 11½  | 16          | 71,9     |
|    | William Hartston | Anglia       | B     | 12   | 17          | 70,6     |
| H. | Versenyző neve      | Ország      | Döntő | Pont | Játszmaszám | Százalék |
| -- | ------------------- | ----------- | ----- | ---- | ----------- | -------- |
|    | Ljubomir Ljubojević | Jugoszlávia | A     | 15½  | 19          | 81,6     |
|    | Vaszilij Szmiszlov  | Szovjetunió | A     | 11   | 14          | 78,6     |
|    | Carlos Cuartas      | Kolumbia    | B     | 13   | 18          | 72,2     |
| H. | Versenyző neve | Ország      | Döntő | Pont | Játszmaszám | Százalék |
| -- | -------------- | ----------- | ----- | ---- | ----------- | -------- |
|    | Mihail Tal     | Szovjetunió | A     | 14   | 16          | 87,5     |
|    | Avraham Kaldor | Izrael      | B     | 12½  | 16          | 78,1     |
|    | Peter Biyiasas | Kanada      | B     | 11½  | 15          | 76,7     |
| H. | Versenyző neve         | Ország      | Döntő | Pont | Játszmaszám | Százalék |
| -- | ---------------------- | ----------- | ----- | ---- | ----------- | -------- |
|    | Anatolij Karpov        | Szovjetunió | A     | 13   | 15          | 86,7     |
|    | Amikam Balshan         | Izrael      | B     | 13   | 16          | 81,3     |
|    | Massoud Amir Sawadkuhi | Irán        | C     | 12   | 15          | 80,0     |
|    | Yrjö Rantanen          | Finnország  | C     | 12   | 15          | 80,0     |
| H. | Versenyző neve | Ország        | Döntő | Pont | Játszmaszám | Százalék |
| -- | -------------- | ------------- | ----- | ---- | ----------- | -------- |
|    | Aldo Haïk      | Franciaország | D     | 11   | 12          | 91,7     |
|    | Terrey Shaw    | Ausztrália    | C     | 11   | 15          | 73,3     |
|    | Jürgen Dueball | NSZK          | A     | 9    | 13          | 69,2     |

### A magyar versenyzők eredményei
| Forduló                            | Ellenfél                           | Portisch Lajos 2640    | Portisch Lajos 2640 | Bilek István 2485    | Bilek István 2485 | Forintos Győző 2495     | Forintos Győző 2495 | Ribli Zoltán 2505  | Ribli Zoltán 2505 | Csom István 2485    | Csom István 2485 | Sax Gyula 2445   | Sax Gyula 2445 | Pont |
| ---------------------------------- | ---------------------------------- | ---------------------- | ------------------- | -------------------- | ----------------- | ----------------------- | ------------------- | ------------------ | ----------------- | ------------------- | ---------------- | ---------------- | -------------- | ---- |
| Elődöntő (3. csoport)              |                                    |                        |                     |                      |                   |                         |                     |                    |                   |                     |                  |                  |                |      |
| 1                                  | Indonézia                          | Ardiansyah 2340        | ½                   | Bachtiar 2400        | 1                 |                         |                     | Sampouw -          | 1                 |                     |                  | Turalakey -      | 1              | 3½   |
| 2                                  | Marokkó                            |                        |                     |                      |                   | Belarbi 2220            | 1                   | Kaderi -           | 1                 | Abbou -             | 1                | Sbia -           | 1              | 4    |
| 3                                  | Norvégia                           | Kristiansen 2360       | 1                   | Wibe 2390            | 1                 | Hoen 2300               | 0                   |                    |                   | Øgaard 2340         | 1                |                  |                | 3    |
| 4                                  | Lengyelország                      | Schmidt 2450           | ½                   | Bednarski 2395       | ½                 |                         |                     | Sznapik -          | ½                 |                     |                  | Sydor 2390       | ½              | 2    |
| 5                                  | Libanon                            |                        |                     | Sursock -            | 1                 | Loheac-Ammoun -         | 1                   | Maalouf -          | 1                 |                     |                  | Galeb -          | 1              | 4    |
| 6                                  | Skócia                             |                        |                     |                      |                   | Pritchett 2340          | ½                   | Bonner -           | 1                 | Jamieson -          | ½                | Amitken -        | 1              | 3    |
| 7                                  | Bolívia                            |                        |                     | Martínez Vaca -      | 1                 |                         |                     | Chávez Chávez -    | 1                 | Alvarez -           | 1                | Carvajal -       | 1              | 4    |
| „A” döntő                          |                                    |                        |                     |                      |                   |                         |                     |                    |                   |                     |                  |                  |                |      |
| 1                                  | Szovjetunió                        | Tigran Petroszján 2645 | ½                   | Viktor Korcsnoj 2640 | 1                 | Vaszilij Szmiszlov 2620 | ½                   | Mihail Tal 2625    | ½                 |                     |                  |                  |                | 2½   |
| 2                                  | Bulgária                           | Bobotsov 2455          | 1                   | Tringov 2460         | ½                 |                         |                     | Radulov 2490       | ½                 | Peev 2425           | ½                |                  |                | 2½   |
| 3                                  | NDK                                | Uhlmann 2530           | ½                   | Malich 2490          | 1                 | Knaak 2430              | 1                   |                    |                   |                     |                  | Vogt 2425        | 1              | 3½   |
| 4                                  | Lengyelország                      | Schmidt 2450           | 1                   | Bednarski 2395       | ½                 | Pytel 2380              | ½                   |                    |                   |                     |                  | Sznapik -        | 1              | 3    |
| 5                                  | Svédország                         | Andersson 2535         | 0                   | Jansson 2410         | ½                 | Ornstein -              | ½                   | Liljedahl 2260     | ½                 |                     |                  |                  |                | 1½   |
| 6                                  | Svájc                              | Hug 2475               | 1                   |                      |                   |                         |                     | Lombard 2380       | ½                 | Schaufelberger 2340 | 1                | Wirthensohn 2315 | 1              | 3½   |
| 7                                  | Csehszlovákia                      | Hort 2600              | ½                   | Smejkal 2545         | ½                 | Jansa 2480              | ½                   |                    |                   | Přibyl 2435         | 1                |                  |                | 2½   |
| 8                                  | Dánia                              |                        |                     | Hamann 2490          | ½                 |                         |                     | Sloth 2385         | ½                 | Holm 2395           | 1                | Pedersen 2370    | 0              | 2    |
| 9                                  | Jugoszlávia                        | Gligorić 2575          | 1                   |                      |                   | Ivkov 2520              | ½                   | Ljubojević 2550    | ½                 | Matanović 2515      | ½                |                  |                | 2½   |
| 10                                 | Amerikai Egyesült Államok          | Kavalek 2555           | ½                   | Byrne 2560           | ½                 | Bisguier 2430           | ½                   |                    |                   | Martz 2420          | 1                |                  |                | 2½   |
| 11                                 | Spanyolország                      | Pomar Salamanca 2460   | 1                   | Diez del Corral 2470 | ½                 |                         |                     | Medina García 2380 | 1                 | Visier Segovia 2365 | 1                |                  |                | 3½   |
| 12                                 | Argentína                          | García R. 2420         | 1                   |                      |                   | Emma -                  | 1                   | Debarnot 2375      | 1                 | Haze -              | 1                |                  |                | 4    |
| 13                                 | Románia                            | Gheorghiu 2520         | ½                   | Ciocâltea 2470       | 1                 |                         |                     | Ungureanu 2410     | ½                 | Ghizdavu 2385       | ½                |                  |                | 2½   |
| 14                                 | Hollandia                          | Donner 2470            | 1                   |                      |                   | Ree 2480                | 0                   | Zuidema 2430       | 1                 | Hartoch 2430        | ½                |                  |                | 2½   |
| 15                                 | NSZK                               | Pfleger 2545           | ½                   | Hecht 2667           | ½                 |                         |                     | Kestler 2643       | 1                 | Dueball 2620        | 0                |                  |                | 2    |
| Szerzett pontszám (Játszmák száma) | Szerzett pontszám (Játszmák száma) | 12 (17)                | 12 (17)             | 11½ (16)             | 11½ (16)          | 7½ (13)                 | 7½ (13)             | 13 (17)            | 13 (17)           | 11½ (15)            | 11½ (15)         | 8½ (10)          | 8½ (10)        |      |
| Teljesítményérték                  | Teljesítményérték                  | 2651                   | 2651                | 2604                 | 2604              | 2429                    | 2429                | 2536               | 2536              | 2563                | 2563             | 2563             | 2563           |      |

### A szépségdíjas játszma
- Hug, Werner (SUI) - Hort, Vlastimil (CSR) 0 – 1